# 中央堡垒

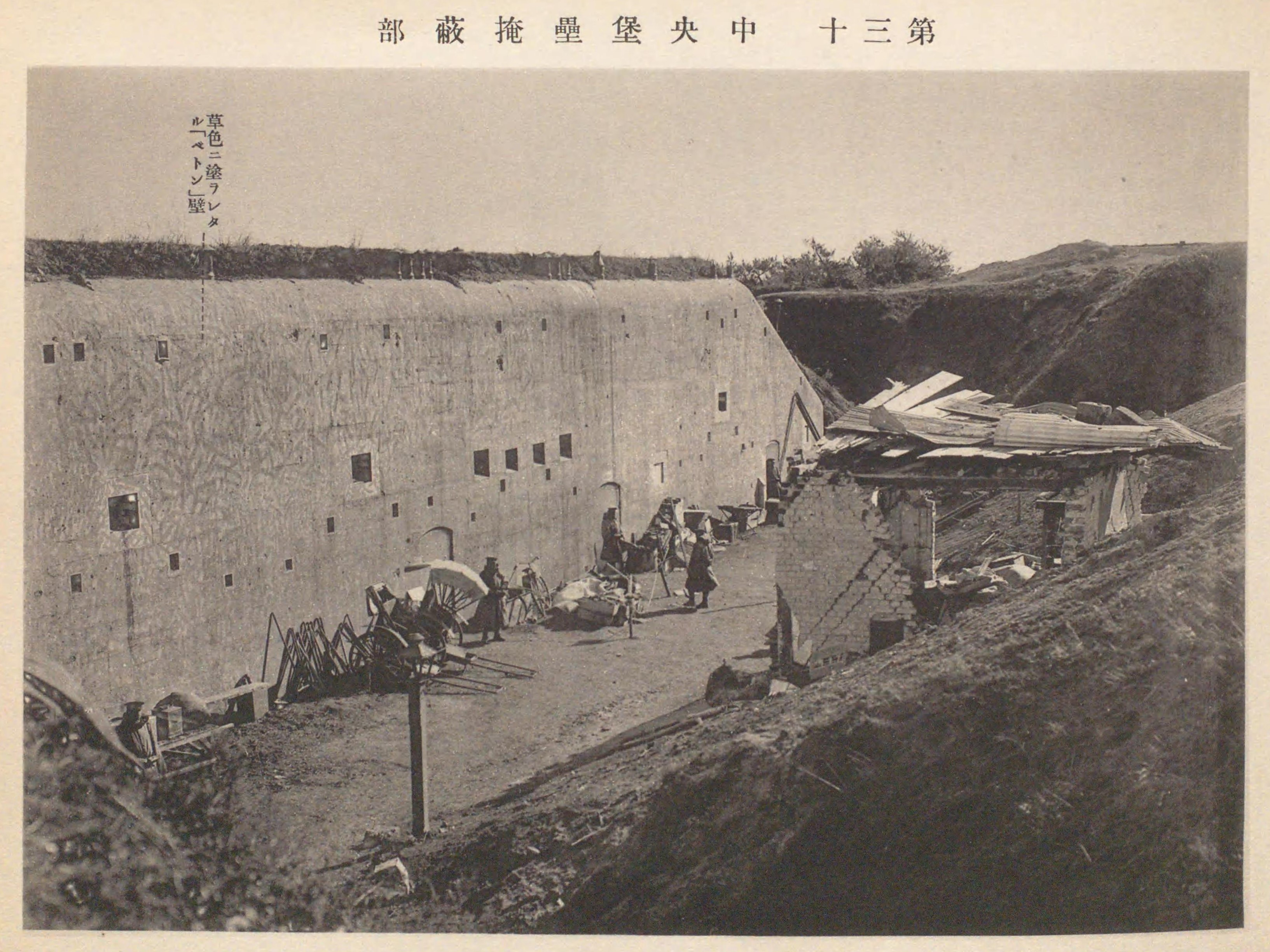
日军占领后的中央堡垒大掩蔽部

中央堡垒，德军称为第三步兵堡垒（Infanteriewerk 3），俗称“三号炮台”，中文、日文资料称为“中央堡垒”，是青岛德占时期驻青德军的一座陆防步兵堡垒，现地址位于中国山东省青岛市市北区镇江路34号。1914年日德青岛战役期间此处堡垒在德军陆防堡垒中最先陷落并成为日军向德军后方攻击的突破口。

## 历史
驻青德军五大陆防步兵堡垒的建造计划是在1908年德国海军部国务秘书提尔皮茨关于青岛要塞设施扩建的决定中提出的，用于替代此前胶澳总督府提出的太平山堡垒群与扫帚滩防御工事计划，并于1913年以前建造完成。第三步兵堡垒（中央堡垒）位于五大陆防堡垒中央处。

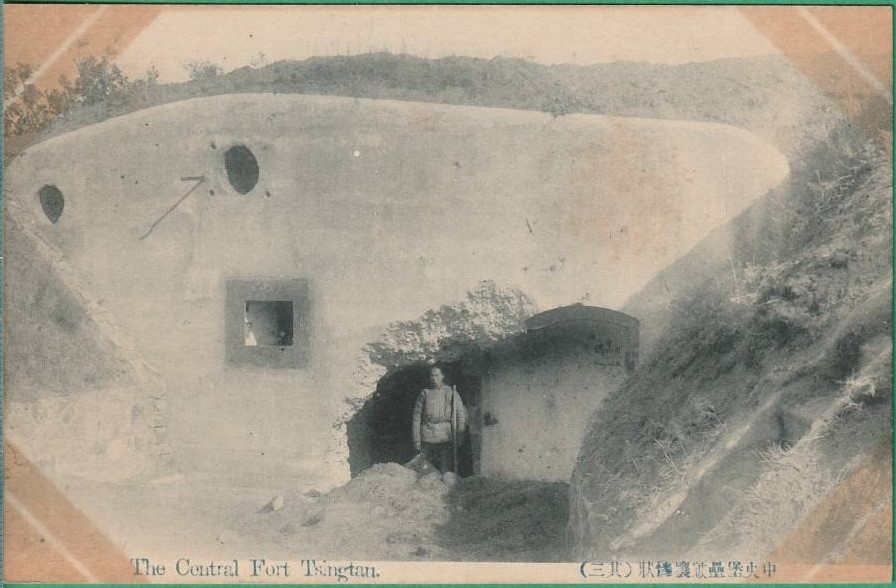
日军占领后的中央堡垒小掩蔽部（可能为发电机室）

1914年8月至11月的日德青岛战役期间，第三步兵堡垒由临时编组的第3海軍陸戰營第7连负责守卫，有军官4名，士兵100名，是五大陆防堡垒中位置最突出、防守最薄弱的堡垒。战役最后阶段的10月31日起，日英联军对城区及各要塞设施持续轰击7天，青岛发电厂被毁导致前线步兵堡垒电网、电控地雷、探照灯断电失灵，中央堡垒自用的发电机室也被日军炮击，发电机失灵。同时前线德军因前线压力增大、兵员缺乏不能轮替休整而极度疲惫，德军弹药储备也于11月7日晚耗尽。
11月6日傍晚5点30分，日军工兵小队前出至堡垒群外壕前沿，将铁丝网剪开一个宽6米的大缺口，接着又冒着德军小湛山北堡垒方向的机枪火力，在内壕的铁丝网上剪开一个缺口。6时30分，工兵小队用炸药轰塌外壕壁，同时在两个方向上开辟供突击队冲锋的巨大通道。11月6日晚至7日凌晨，日军以重炮猛轰德军南北两翼的小湛山堡垒和海岸堡垒，轰击德军后方步兵的增援路线及弹药供应，同时对中央堡垒及台东镇东堡垒不做重点打击，仍保持小股兵力接触。其目的在于给德军造成日军猛攻两翼、分兵突破的战术假象，实际上日军主要的突击兵力均集中于中央堡垒及台东镇东堡垒方向，趁德军疲惫麻痹，实施中央突破。

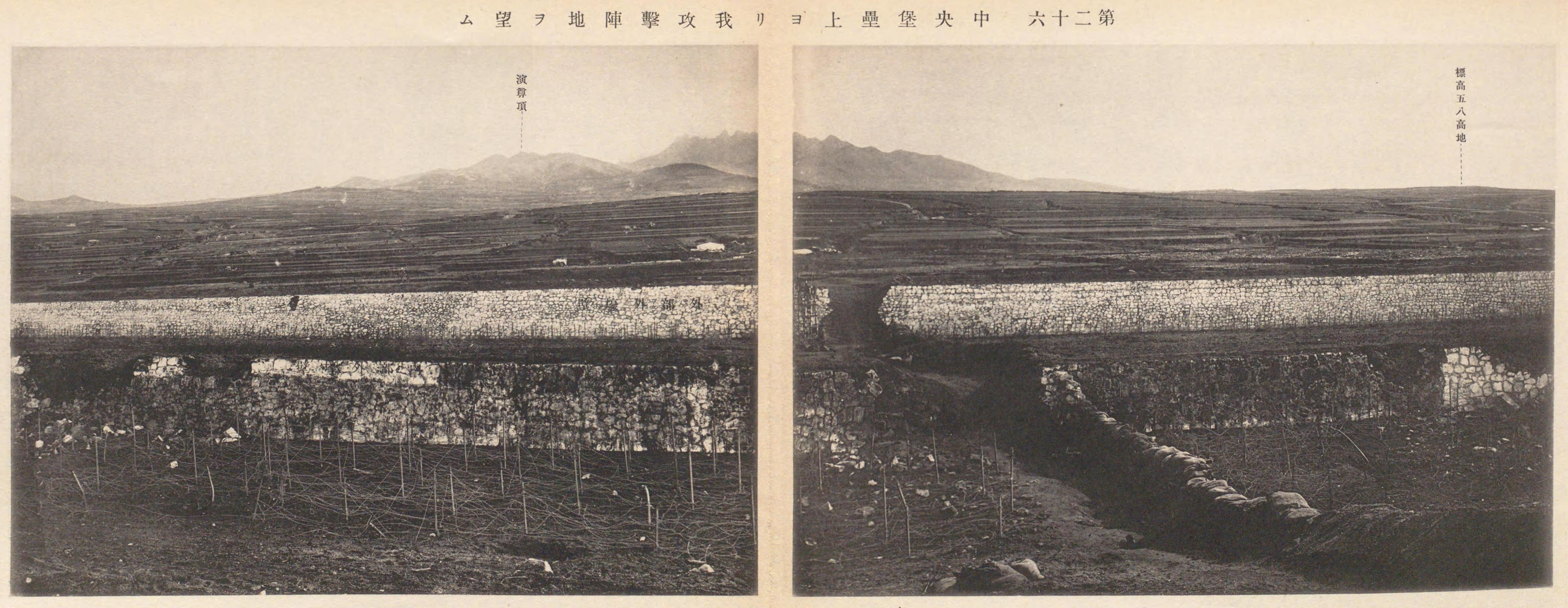
由中央堡垒东望内壕、外壕、日军突破口及攻击阵地

日军步兵第56联队负责攻击中央堡垒，其第三大队担任主攻。11月6日晚8时许，第三大队要求炮兵停止轰击中央堡垒，并于9时30分派出一个小队的步兵在工兵分队协助下前往中央堡垒前沿，工兵在重机枪掩护下将外壕铁丝网破坏近100米，还将两条突击通道扩大至10米宽。10时开始，德军后方炮台向日军攻击阵地开炮轰击。晚11点30分，日军突击部队秘密运动至德军外壕外50米处的坑道潜伏。7日凌晨0点50分，第三大队所属炮兵以迫击炮、掷弹筒向中央堡垒后方阵地及小湛山北堡垒北侧炮击，中央堡垒没有还击。当时堡垒内德军大部分在掩蔽部内休整，仅有少数哨兵负责警戒。凌晨1点，日军工兵在外壕架起3个梯子，并翻过内壕接近掩蔽部。1点15分，工兵拆除前沿电控地雷后，日军50余人的突击队占领德军散兵壕，到达距掩蔽部50米处后被德军哨兵发现。此时有11名德军在堡垒北侧以重机枪封锁通往掩蔽部的小路，日军遂从堡垒南坡迂回接近堡垒正面，此股德军向台东镇东堡垒方向退却。1点20分，日军突击队分两路迂回至掩蔽部后方大门不足30米处，掩蔽部内德军将钢门关闭躲避日军，日军遂将掩蔽部四面包围，并喊话劝降。1点40分，掩蔽部内近50名德军投降，随后周边阵地德军陆续投降，日军在中央堡垒共俘获军官3名、军医1名、士兵220余名。中央堡垒被攻陷后，日军从中央堡垒突破口鱼贯而入，迅速向德军纵深地带各炮台冲击，德军防线全面崩溃。
1949年青岛解放后，中央堡垒遗址归解放军使用，现由海军某部使用。现存一大一小两座掩蔽部。

## 结构
中央堡垒位于小湛山北堡垒北约1公里处、仲家洼村东北、台东镇东南，其所在高地海拔45.5米。中央堡垒由两道高2~4米、宽10~12米的铁丝网壕沟环绕，第一道距德军前沿工事33米，海拔低5~6米，第二道距前沿工事92米，海拔低7~8米。每个步兵堡垒可容纳1个战时加强连。据日军记载，中央堡垒正面火线约200米，侧面火线110米，装备8挺机枪。
中央堡垒原有一大三小共四座掩蔽部，现存一大一小两座掩蔽部，大掩蔽部位于西侧，钢筋混凝土结构，墙壁厚约1米，上下两层，入口朝西，一层有3个大门，每层有5个大房间，每间约60平方米，总面积600余平方米，一层东北角有铁梯、竖井通往地下室，地下室现有积水。大掩蔽部东80米处为小掩蔽部，长10余米，宽约6米，仅有2个房间。
中央堡垒西侧300米处建有一处临时野炮阵地，名为3号中间地带侧翼堡垒（Zwischenraumstreiche III），装备2门77毫米加农炮。堡垒正南100米处为5号警戒哨所。

## 图集
- 德军绘制的中央堡垒平面略图
- 日军绘制的中央堡垒平面及部分截面图（上）
- 日本陆军航空兵独立飞行第七中队于1928年5月拍摄的中央堡垒航拍，当时堡垒遗址保存尚为完整
- 中央堡垒外壕
- 中央堡垒后方入口
- 中央堡垒德军散兵壕